# Prairie Farm (condado de Barron, Wisconsin)
Prairie Farm es un pueblo ubicado en el condado de Barron en el estado estadounidense de Wisconsin. En el Censo de 2010 tenía una población de 564 habitantes y una densidad poblacional de 6,31 personas por km².

## Geografía
Prairie Farm se encuentra ubicado en las coordenadas 45°15′26″N 91°57′56″O / 45.25722, -91.96556. Según la Oficina del Censo de los Estados Unidos, Prairie Farm tiene una superficie total de 89.33 km², de la cual 89.32 km² corresponden a tierra firme y (0.01%) 0.01 km² es agua.

## Demografía
Según el censo de 2010, había 564 personas residiendo en Prairie Farm. La densidad de población era de 6,31 hab./km². De los 564 habitantes, Prairie Farm estaba compuesto por el 98.05% blancos, el 0.18% eran afroamericanos, el 0.18% eran amerindios, el 1.06% eran asiáticos, el 0% eran isleños del Pacífico, el 0.35% eran de otras razas y el 0.18% pertenecían a dos o más razas. Del total de la población el 0.53% eran hispanos o latinos de cualquier raza.